# Филмферова награда за најбољу споредну глумицу
Филмферова награда за најбољу споредну глумицу (енгл. Filmfare Award for Best Supporting Actress) је награда коју додељује индијски часопис Филмфер као део својих награда за најбоље женске споредне улоге у хинди филмовима. Додељује се од 1955. године.

## Награђене
| Година | Глумица           | Филм |
| ------ | ----------------- | ---- |
| 2017.  | Шабана Азми       |      |
| 2016.  | Пријанка Чопра    |      |
| 2015.  | Табу              |      |
| 2014.  | Суприја Патак     |      |
| 2013.  | Анушка Шарма      |      |
| 2012.  | Рани Мукерџи      |      |
| 2011.  | Карина Капур      |      |
| 2009.  | Кангана Ранаут    |      |
| 2008.  | Конкона Сен Шарма |      |
| 2007.  | Конкона Сен Шарма |      |
| 2006.  | Ајша Капур        |      |
| 2005.  | Рани Мукерџи      |      |
| 2004.  | Џаја Бачан        |      |
| 2003.  | Мадури Диксит     |      |
| 2002.  | Џаја Бачан        |      |
| 2001.  | Џаја Бачан        |      |
| 2000.  | Сушмита Сен       |      |